# Il prode Anselmo e il suo scudiero
Il prode Anselmo e il suo scudiero è un film del 1972 diretto da Bruno Corbucci.
La pellicola s'inserisce nel filone delle trame di un medioevo maccheronico, iniziato nel 1966 da Mario Monicelli con L'armata Brancaleone.

## Trama
Anselmo da Montebello, inetto e sbruffone, scortato dal suo scudiero Gian Puccio Senza Terra si mette in viaggio verso Roma per riportare al Papa Clemente III una reliquia, la mano di San Mancinello, per propiziare la buona riuscita della sua spedizione in Terra Santa per la terza crociata.
Il vescovo di Montebello, zio di Leonzia, promessa sposa di Anselmo, ordisce un tranello per far vincere ad Anselmo un duello contro Ottone di Buldoffen. Durante il cammino, Anselmo viene seguito da Ottone che, scoperto il trucco, tenterà più volte di fermarlo nella sua impresa, rimettendoci però prima un occhio e poi una mano. Quest'ultima verrà presa da Gian Puccio per sostituire quella del santo, persa nel frattempo in un fiume.
Superando fortunosamente una serie di avventure, i due giungono infine a Roma dove il papa, scoperta la falsità della reliquia, degrada Anselmo e condanna Gian Puccio a diventare eunuco. Ma questi riesce a farsi sostituire da Ottone e fingendosi castrato, circuisce la novella sposa di Anselmo.

## Riferimenti ad altri film
Dopo aver impersonato la statua di San Mancinello ed essere stato condannato a morte per blasfemia, Gianpuccio viene graziato dal vescovo a cui Anselmo replica: "Zio perdona, io no!”, chiaro riferimento al film del 1967 "Dio perdona... io no!" di Giuseppe Colizzi.
Nella locanda Anselmo, mentre viene sedotto da una delle due locandiere, dice: "Straziami ma di baci saziami" alludendo all'omonimo film di Dino Risi del 1968. 
Frà Prosdocimo dopo aver scaraventato giù dalle scale della locanda Anselmo, Gianpuccio ed Ottone esclama: "Parchè mi al convento di San Donà mi chiamavano Trinità", citazione del film di E.B. Clucher "Lo chiamavano Trinità..." del 1970.
Dopo che Ottone ha catturato Anselmo e Gianpuccio e si appresta a decapitarli, pronuncia la frase "Giù la testa ... !", citazione dell'omonimo film del 1971 di Sergio Leone; poco dopo, quando con uno stratagemma riescono a fuggire, Gianpuccio si rivolge ad Anselmo esclamando: "Corri uomo corri", titolo di un film del 1968 di Sergio Sollima. 
Alla fine del film il cavallo Pegaso dice: "Io voglio una cavalla tutta nuda", titolo del film del 1972 di Franco Rossetti